# Giancarla Trevisan
Giancarla Trevisan (Laguna Niguel, California; 17 de febrero de 1993) es una atleta italiana de origen estadounidense especialista en los 400 metros, así como en relevos.

## Carrera
Su padre era un ciudadano italiano que emigró a los Estados Unidos, país donde Giancarla nacería y por el que obtendría la nacionalidad. No obstante, al tener la posibilidad, como doble nacionalidad, de elegir, en 2017 se hizo ciudadana italiana, pasando a depender como deportista de élite del Comité Olímpico de Italia y a competir internacionalmente para este país, como antes hizo con Estados Unidos.
Tras obtener la nacionalidad italiana y competir con esta, en 2019 logró sus primeras medallas. Consiguió pleno en los Relevos Mundiales, celebrados en Yokohama (Japón), donde corrió en la modalidad de 4 x 400 m relevos femeninos, siendo bronce con un tiempo de 3:27,74 minutos. Posteriormente, repetiría podio como la tercera mejor en el Campeonato Europeo de Atletismo por Equipos de Bydgoszcz (Polonia) en los 4 x 400 m relevos, en el que el combinado trasalpino alcanzó dicha plaza con 3:27,32 minutos.
Para finalizar el año, viajó hasta Catar para participar en el Campeonato Mundial de Atletismo de Doha, donde no consiguió superar las carreras clasificatorias en las modalidades de 4 x 400 metros en relevos (tanto femenino como mixto), siendo los italianos quintos en la segunda serie, con tiempos de 3:27,57 min. (equipo femenino) y 3:16,52 min (mixto).
En 2021 obtendría una de sus primeras medallas de oro con el equipo mixto de relevos en los Relevos Mundiales de Chorzów (Polonia), donde fueron los mejores con un tiempo de 3:16,60 minutos.

## Resultados

### Por temporada
| Representando a Italia | Representando a Italia                      | Representando a Italia | Representando a Italia | Representando a Italia   | Representando a Italia |
| ---------------------- | ------------------------------------------- | ---------------------- | ---------------------- | ------------------------ | ---------------------- |
| Año                    | Competición                                 | Lugar                  | Puesto                 | Modalidad                | Marca                  |
| 2019                   | Relevos Mundiales                           | Yokohama               | 3.ª                    | 4 x 400 m relevos        | 3:27,74 min.           |
| 2019                   | Campeonato Europeo de Atletismo por Equipos | Bydgoszcz              | 3.ª                    | 4 x 400 m relevos        | 3:27,32 min.           |
| 2019                   | Campeonato Mundial de Atletismo             | Doha                   | 5.ª (H2)               | 4 x 400 m relevos        | 3:27,57 min.           |
| 2019                   | Campeonato Mundial de Atletismo             | Doha                   | 5.ª (H2)               | 4 x 400 m relevos mixtos | 3:16,52 min.           |
| 2021                   | Relevos Mundiales                           | Chorzów                | 1.ª                    | 4 x 400 m relevos mixtos | 3:16,60 min.           |
| 2019                   | Campeonato Mundial                          | Budapest               | 7.ª                    | 4 x 400 m relevos        | 3:24,98 min.           |

### Mejores marcas
| Disciplina                              | Marca        | Lugar       | Fecha                 |
| --------------------------------------- | ------------ | ----------- | --------------------- |
| 100 metros lisos (exterior)             | 12,12 s.     | Moorpark    | 14 de mayo de 2011    |
| 200 metros lisos (exterior)             | 23,88 s.     | Long Beach  | 29 de junio de 2019   |
| 200 metros lisos (pista cubierta)       | 24,40 s.     | Albuquerque | 20 de enero de 2017   |
| 400 metros lisos (exterior)             | 52,46 s.     | Azusa       | 16 de abril de 2021   |
| 400 metros lisos (pista cubierta)       | 53,35 s.     | Birmingham  | 12 de febrero de 2022 |
| 4 x 400 metros relevos (exterior)       | 3:23,86 min. | Budapest    | 23 de agosto de 2023  |
| 4 x 400 metros relevos (pista cubierta) | 3:32,78 min. | Birmingham  | 12 de marzo de 2016   |
| 4 x 400 metros relevos mixtos           | 3:16,15 min. | Yokohama    | 11 de mayo de 2019    |